# Benjamin Walder
Benjamin Walder (* 1998) ist ein Schweizer Politiker (Grüne).

## Leben
Benjamin Walder besuchte die Kantonsschule Zürcher Oberland in Wetzikon und studiert seit 2018 Humanmedizin an der Universität Zürich. Er lebt in Wetzikon.

## Politik
Benjamin Walder wurde 2018 in das Parlament der Stadt Wetzikon gewählt, dem er bis zu seinem Rücktritt 2020 angehörte.
Nach der Wahl von Marionna Schlatter in den Nationalrat rückte Walder 2019 auf den frei werdenden Sitz im Kantonsrat des Kantons Zürich nach. Er war von 2020 bis 2022 Mitglied der Aufsichtskommission über die wirtschaftlichen Unternehmen.
Walder ist Vizepräsident der Grünen Sektion Stadt Wetzikon und Vorstandsmitglied der Jungen Grünen des Kantons Zürich.